# NGC 3991
NGC 3991 ist eine irreguläre Galaxie vom Hubble-Typ Im im Sternbild Großer Bär am Nordsternhimmel. Sie ist schätzungsweise 143 Millionen Lichtjahre von der Milchstraße entfernt und hat einen Durchmesser von etwa 55.000 Lj. Gemeinsam mit NGC 3994 und NGC 3995 bildet sie das Galaxientrio Arp 313. Halton Arp gliederte seinen Katalog ungewöhnlicher Galaxien nach rein morphologischen Kriterien in Gruppen. Dieses Galaxientriplett gehört zu der Klasse Gruppen von Galaxien.
Das Objekt wurde am 5. Februar 1864 von dem Astronomen Heinrich Louis d’Arrest entdeckt.